# Оброчиште (Болгарія)
Обро́чиште (болг. Оброчище) — село в Добрицькій області Болгарії. Входить до складу общини Балчик.

## Населення
За даними перепису населення 2011 року у селі проживали 2263 особи.
Національний склад населення села:
| Національність   | Кількість осіб | Відсоток |
| ---------------- | -------------- | -------- |
| болгари          | 1255           | 65,3%    |
| цигани           | 539            | 28,1%    |
| турки            | 95             | 4,9%     |
| інша             | 23             | 1,2%     |
| не визначились   | 9              | 0,5%     |
| Всього відповіли | 1921           |          |

Розподіл населення за віком у 2011 році:
Динаміка населення: